# Crinum album
Crinum album är en amaryllisväxtart som först beskrevs av Peter Forsskål, och fick sitt nu gällande namn av Herb.. Crinum album ingår i släktet Crinum, och familjen amaryllisväxter. Inga underarter finns listade i Catalogue of Life.